# شیشه ۳۲۵۶۴
سیارک ۳۲۵۶۴ (به انگلیسی: 32564 Glass، نامگذاری:2001QM68) سی و دو هزار و پانصد و شصت و چهارمین سیارک کشف شده‌است که در ۲۰ اوت ۲۰۰۱ کشف شد.